# Damaeus pavlovskii
Damaeus pavlovskii är en kvalsterart som först beskrevs av Bulanova-Zachvatkina 1957.  Damaeus pavlovskii ingår i släktet Damaeus och familjen Damaeidae. Inga underarter finns listade i Catalogue of Life.